# Barragem de Tabueira
A Barragem de Tabueira está implantada sobre a ribeira dos Pombos localizando-se no município de Montemor-o-Novo, distrito de Évora, Portugal. A barragem entrou em funcionamento em 1976.

## Barragem
É uma barragem de aterro (terra zonada). Possui uma altura de 23 m acima da fundação (22 m acima do terreno natural) e um comprimento de coroamento de 260 m (largura 6 m). O volume da barragem é de 169.000 m³. Possui uma capacidade de descarga máxima de .. (descarga de fundo) + 17,86 (descarregador de cheias) m³/s.

## Albufeira
A albufeira da barragem apresenta uma superfície inundável ao NPA (Nível Pleno de Armazenamento) de 0,46 km² e tem uma capacidade total de 3,5 Mio. m³. As cotas de água na albufeira são: NPA de 152,5 metros, NMC (Nível Máximo de Cheia) de 153,5 metros e NME (Nível Mínimo de Exploração) de .. metros.